# 메튜 코비

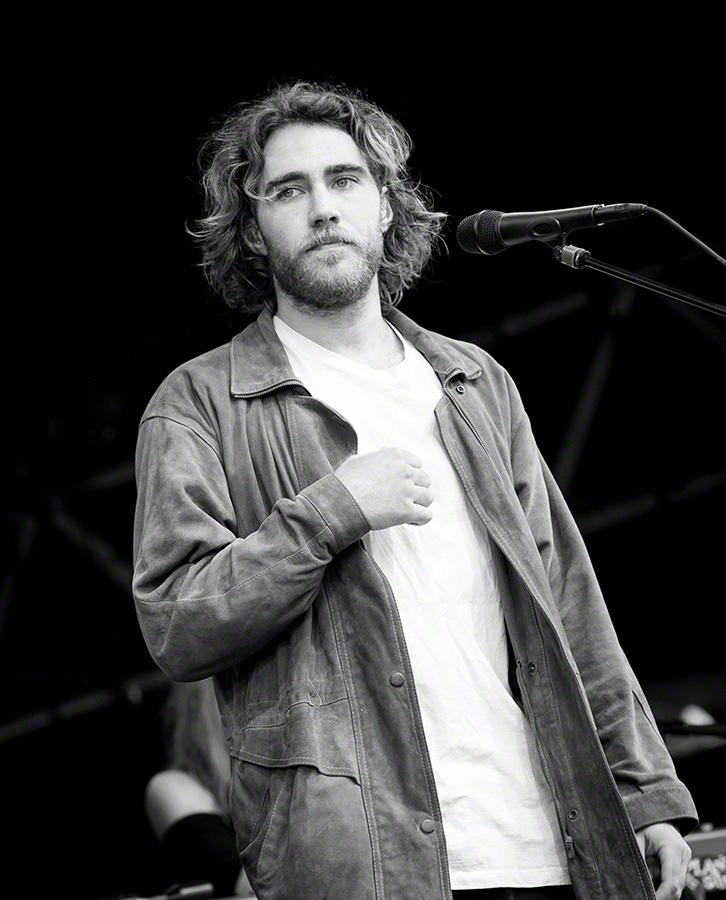
2016년

메튜 존 코비(Matthew John Corby ,1990년 11월 7일 ~)는 호주 가수이자 작곡가이다. 그는 ARIA 싱글 차트(ARIA Singles Chart)에서 1 위를 기록했으며(2016년도) 그의 2011년 싱글 'Brother'와 2013년 싱글 'Resolution'는 올해의 노래로 ARIA 뮤직 어워드를 수상한바있다.

## 노래
See I left my mother's arms
봐 난 엄마의 품을 떠났어
See I left my father's home
봐 난 아버지의 집을 떠났어
And I fell into a well of harm
이제 난 끔찍한 구덩이속에 빠져있어
(노래 'Made of Stone' 중에서)

## 같이 보기
- Over the Rainbow